# Cola de mono
El cola de mono o colemono es un cóctel de la gastronomía de Chile, hecho con aguardiente, leche, café, azúcar y especias (opcionalmente: canela, clavo de olor, vainilla y cáscara de naranja). Es muy consumido durante la época de Navidad y Año Nuevo, frecuentemente acompañado de pan de Pascua.

## Etimología
En Diccionario de chilenismos y otras voces y locuciones viciosas (1901), Manuel Antonio Román indica: «Cola de mono llama aquí el pueblo, sin duda por el color que toma, una bebida compuesta de aguardiente, café y leche». En Apuntes para la historia de la cocina chilena (1943), el historiador Eugenio Pereira Salas señala: «Juana Flores, la creadora del “cola de mono”, variación de los tradicionales ponches en leche con malicia, con su bien oliente agregado de esencia de café y vainilla, murió [...] en su querido barrio de la Plaza Almagro en su rincón acogedor y coqueto [...]». En Folklore lingüístico chileno (1981), el folclorólogo Oreste Plath asegura que lo creó el marido de Juana Flores, Fermín Riquelme Carmona, quien se molestaba cuando lo llamaban «cola de mono» y no «colemono», como él lo habría bautizado.
Sobre el origen de su nombre existen varias teorías:
- Una de ellas refiere a unas botellas en las que la bebida habría sido envasada y vendida en sus orígenes. Estas eran botellas de Anís del Mono, provenientes de España, muy populares en América, cuya etiqueta mostraba un mono con una larga cola.[5]
- Otra apunta al uso político de la palabra «cola», que alude al candidato que pierde una elección. Tras la elección presidencial de 1901, cuando Pedro Montt fue derrotado por Germán Riesco, los seguidores de este último habrían ido a celebrar la victoria de Riesco y la «cola de Montt» a una heladería en la calle San Pablo. El dueño del local habría servido su especialidad, consistente en agregar aguardiente a los helados de café con leche ya derretidos. La denominación de la bebida, bautizada en la ocasión como «cola de Montt», habría degenerado en «cola de mono».[5]
- Otra está relacionada con el presidente Pedro Montt (1906-1910), apodado El Mono Montt por sus íntimos. Según el historiador Belarmino Torres Vergara, en una ocasión en que el presidente Montt disfrutaba junto con sus amigos de una velada en casa de Filomena Cortés y sus cuatro hijas, habría pedido que le entregaran su pistola Colt al momento de retirarse. Como llovía torrencialmente, y nadie quería que el presidente se fuera, argumentaron no encontrar el revólver y lo convencieron de continuar la fiesta. Como se habían acabado los vinos y licores, mezclaron aguardiente y azúcar con una jarra de café con leche. La bebida, que tuvo gran éxito, fue bautizada como «Colt de Montt» (haciendo alusión al asunto del revólver), y luego degenerado a «col'e mon», «colemono» y, finalmente, «cola de mono».[5]

## Preparación
Se hierven 2 L de leche. En media taza de agua caliente se disuelven 5 cucharaditas de café y 400 g de azúcar. Una vez hervida la leche se le baja o apaga el fuego y se le agregan el café con el azúcar y las especias (1/3 de nuez moscada rallada, 10 clavos de olor y dos palitos de canela desmenuzados). Se lleva a hervir otros 10 minutos, revolviendo permanentemente. Luego se deja enfriar. Cuando está fría se cuela. Finalmente se agregan las 4 cucharaditas de extracto de vainilla, 1/4 litro de aguardiente (o pisco a gusto). Se embotella, y se guarda en frío.
También existe una opción más espesa y para ello se cambia el azúcar por leche condensada o manjar.

## Aspectos culturales
En el álbum Bajo Belgrano (1983), de la banda de jazz rock argentina Spinetta Jade, el noveno tema es «Cola de mono», compuesto por Luis Alberto Spinetta. Relacionada con el cóctel homónimo, es una canción rápida en ritmo de twist, donde Spinetta encuentra una significación «dolménica [y] fálica»: «algo de mi virilidad está puesto en esta terminología».
El largometraje de ficción chileno Cola de mono (2018) —ganador del Premio del Público en SANFIC14—, producido y dirigido por Alberto Fuguet y protagonizado por Santiago Rodríguez Costabal, Cristóbal Rodríguez Costabal y Carmina Riego, está ambientado en la capital chilena en la Nochebuena de 1986 y en él hay referencias al ponche navideño.
En diciembre de 2023 el sitio web especializado en gastronomía TasteAtlas destacó al cola de mono como el mejor cóctel del mundo.